# ريتشي بارسونز
ريتشي بارسونز (بالإنجليزية: Richie Parsons)‏ (5 مايو 1970 بدبلن في جمهورية أيرلندا - ) هو لاعب كرة قدم أيرلندي في مركز الهجوم. لعب مع نادي فين هاربز ولونغفورد تاون ‏ وMonaghan United F.C. ‏ وهوم فارم ‏ وأثلون تاون ‏ وBray Wanderers F.C. ‏.